# Bundesstraße 530
Die Bundesstraße 530 (Abkürzung: B 530) war eine deutsche Bundesstraße im nordwestlichen Niedersachsen. Sie verlief zwischen Emden, Riepe, Neermoor und der B 72 bei Hesel.

## Geschichte
Der spätere Teilabschnitt der B 530 zwischen Neermoor und Hesel (9,6 km) war zunächst als Bundesstraße 72a gewidmet worden. Im Bedarfsplan des Gesetzes über den Ausbau der Bundesfernstraßen in den Jahren 1971 bis 1985 vom 30. Juni 1971 war zunächst zwischen Emden und dem Raum Simonswolde der vierstreifige Neubau einer Bundesstraße unter der Bezeichnung B 70n vorgesehen. Hieran schloss sich eine vierstreifig im Bau befindliche Strecke zwischen Simonswolde und Neermoor (10,1 km) an, die den Lückenschluss zur einbahnig bereits unter Verkehr stehenden B 72n zwischen Neermoor und Hesel herstellen sollte. Bereits im Straßenbaubericht der Bundesregierung für das Jahr 1971 ist die gesamte Strecke jedoch als B 530 mit einer Länge von 29,0 Kilometern und Baukosten von 154,0 Millionen DM enthalten. Gleichwohl ist in der Anlage zum Straßenbaubericht des Jahres 1972 der westliche Teil noch als B 70n bezeichnet. 1973 wurde der Teilabschnitt zwischen Simonswolde (heute: AS Riepe) und Neermoor (heute: AS Neermoor) fertiggestellt. Der Abschnitt zwischen Emden (L 2 bei Emden-Friesland) und der AS Riepe mit insgesamt 9,0 Kilometern wurde in zwei Teilabschnitten 1976 (3,5 km) und 1977 (5,5 km) dem Verkehr übergeben.
Auch im Gesetz zur Änderung des Gesetzes über den Ausbau der Bundesfernstraßen in den Jahren 1971 bis 1985 vom 5. August 1976 war die B 530 zwischen Emden und Hesel enthalten. Zu den ca. 29 Kilometern sollten zwischen den heutigen AS Emden-Mitte (B 70) und AS Emden-Ost (A 31) weitere 4,3 Kilometer im Zuge der B 530 errichtet werden. Allerdings wurde mit dem 2. Gesetz zur Änderung des Gesetzes über den Ausbau der Bundesfernstraßen in den Jahren 1971 bis 1985 vom 25. August 1980 die Planungen zur Bundesautobahn 31 grundlegend geändert. Statt einer Führung der Autobahn von Norden nach Leer wurde nunmehr die A 31 auf die Trasse der B 530 zwischen Emden und Neermoor gelegt. Die B 530 war bis auf eine kleine Teilstrecke südöstlich von Emden (heute: Zubringer der A 31) und der Strecke zwischen der AS Veenhusen und Hesel vollständig in der A 31 aufgegangen. Der zuletzt genannte Abschnitt wurde schließlich zur L 24 abgestuft, so dass die B 530 fortan nicht mehr bestand.